# Diseño nórdico

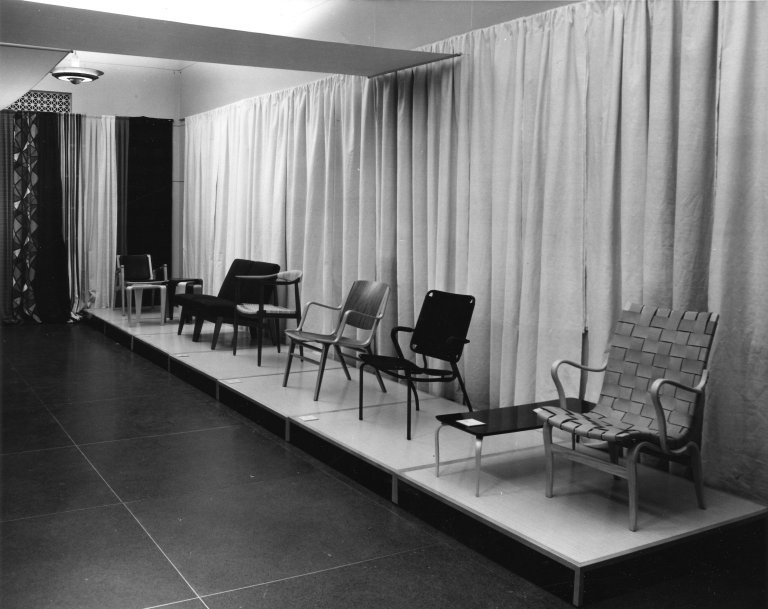
Fotografía de la exposición Design in Scandinavia del Museo Brooklyn (EE. UU., 1954), cuya relevancia consolidó la popularidad del estilo moderno nórdico (Scandinavian Modern) en el mercado estadounidense.

El diseño escandinavo o nórdico es el diseño de los países escandinavos o nórdicos, que se caracteriza por la simplicidad, el minimalismo y la funcionalidad que surgió a principios del siglo XX y que posteriormente floreció en los años 50 en Noruega, Suecia, Dinamarca, Finlandia e Islandia. Aunque se consideran sinónimos, «nórdico» es más correcto que «escandinavo» ya que técnicamente incluye a estos dos últimos países.
Los diseñadores nórdicos son conocidos especialmente por artículos para el hogar, incluidos muebles, textiles, cerámica, lámparas y vidrio, pero el diseño escandinavo se ha extendido al diseño industrial, como la electrónica de consumo, los teléfonos móviles y los automóviles.

## Visión general

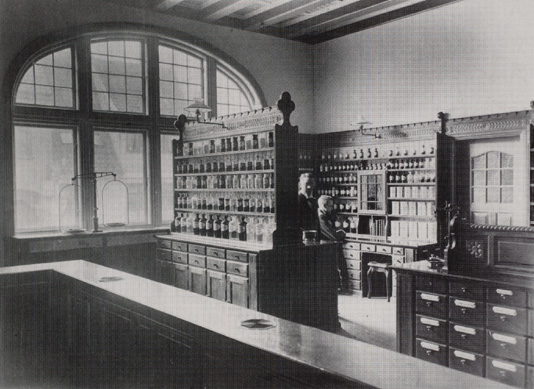
Skønvirke en arquitectura: el Svane Apothek, un boticario en Roskilde, Dinamarca, 1899

En 1914, la Compañía de Artes Decorativas (Selskabet para Dekorativ Kunst) de Dinamarca lanzó su revista Skønvirke (lit.«obra agraciada»). Su título se convirtió en el nombre de un nuevo estilo danés de artes y oficios, tanto en objetos como en arquitectura, para rivalizar con el Art Nouveau y Jugendstil.
Desde la década de 1930, diseñadores como Alvar Aalto (arquitectura, muebles, textiles), Arne Jacobsen (sillas), Borge Mogensen (muebles), Hans J. Wegner (sillas), Verner Panton (sillas de plástico), Poul Henningsen (lámparas), y Maija Isola (textiles impresos) ayudaron a crear una «edad de oro del diseño escandinavo».
El premio Lunning, otorgado a destacados diseñadores escandinavos entre 1951 y 1970, fue fundamental para hacer del diseño escandinavo un producto reconocido y para definir su perfil.
En 1954, el Museo Brooklyn celebró su exposición «Diseño en Escandinavia», y una moda para los muebles «modernistas escandinavos» comenzó en Estados Unidos. El diseño escandinavo de ninguna manera se limita a muebles y artículos para el hogar. Se ha aplicado al diseño industrial, como electrónica, teléfonos móviles y automóviles.
El concepto de diseño escandinavo ha sido objeto de debates académicos, exposiciones y agendas de marketing desde la década de 1950. Muchos enfatizan los ideales de diseño democrático que fueron un tema central del movimiento y se reflejan en la retórica que rodea el diseño escandinavo e internacional contemporáneo. Otros, sin embargo, han analizado la recepción del diseño escandinavo en el extranjero, viendo en él una forma de creación de mitos y políticas raciales.

## Por país

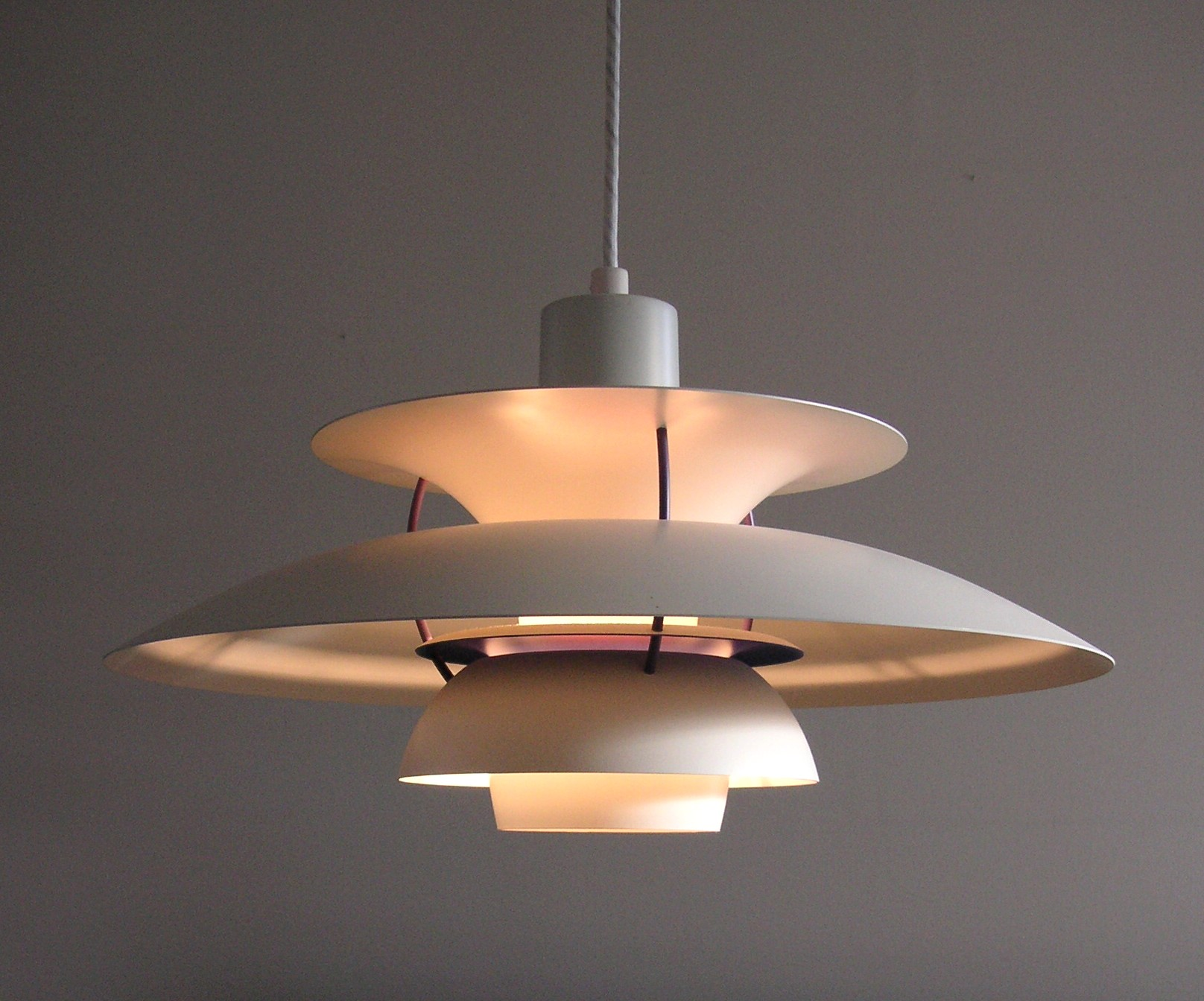
Lámpara PH (versión de 1958), Dinamarca

### En Dinamarca

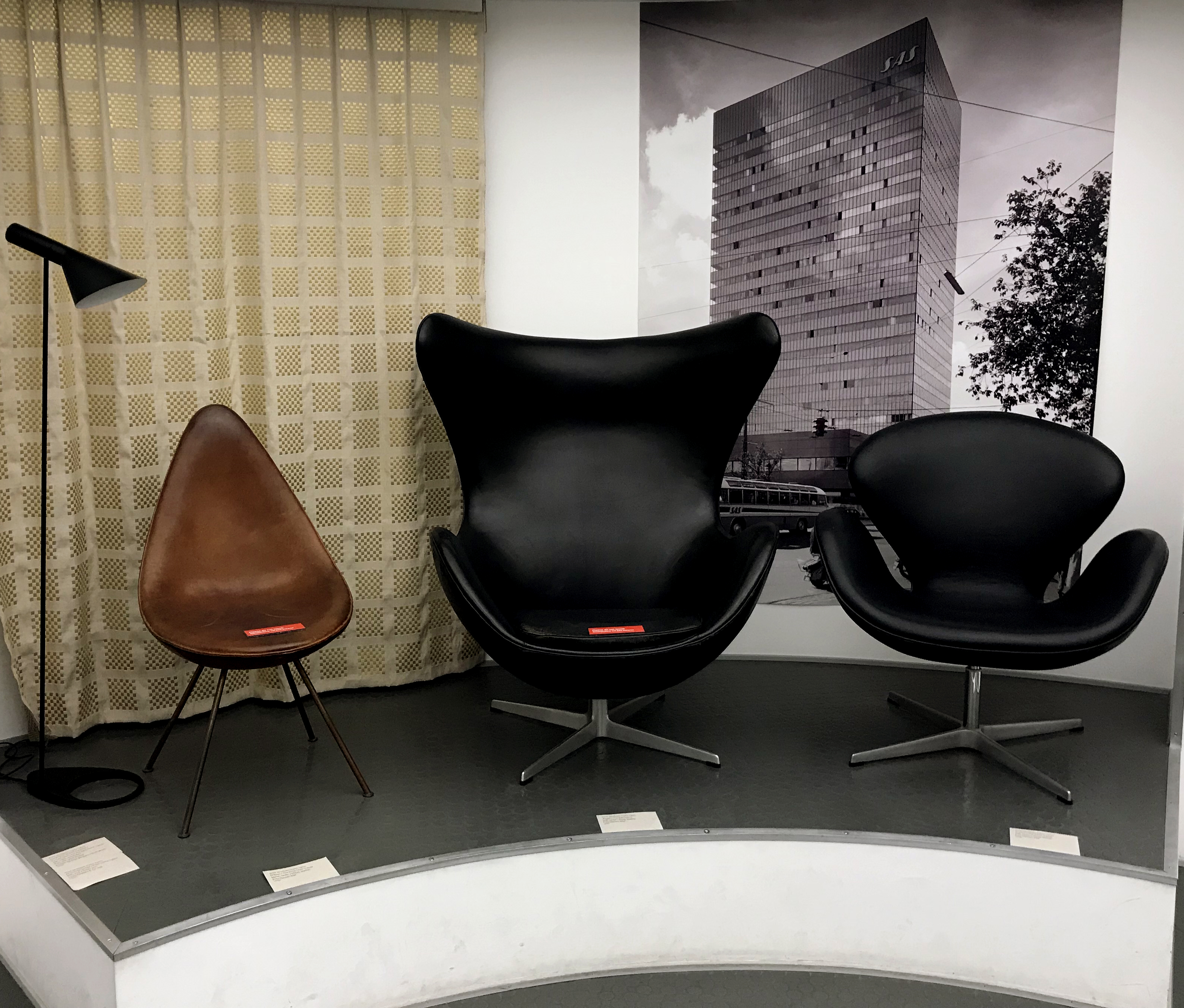
Sillas famosas en el Museo de Diseño de Dinamarca ("Danish Design Museum).

El diseño danés es un estilo de arquitectura y diseño funcionalista que se desarrolló a mediados del siglo XX. Influidos por la escuela de la Bauhaus, muchos diseñadores daneses utilizaron las nuevas tecnologías industriales, combinadas con ideas de simplicidad y funcionalismo para diseñar edificios, muebles y objetos domésticos, muchos de los cuales se han vuelto icónicos y todavía están en uso y producción, como la silla Egg de Arne Jacobsen, publicada en 1958 y todavía hoy producida por Fritz Hansen. También las lámparas PH de Poul Henningsen de 1926.
Después de la Segunda Guerra Mundial, las condiciones en Dinamarca eran ideales para el éxito en el diseño. Se hizo hincapié en el mobiliario, pero también en la arquitectura, el metal, la cerámica, el vidrio y los textiles también se beneficiaron de la tendencia. La industrialización tardía de Dinamarca, combinada con una tradición de artesanía de alta calidad, formó la base del progreso gradual hacia la producción industrial.

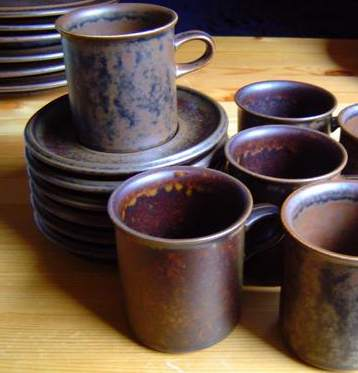
Serie de cerámica Ruska diseñada por Ulla Procopé para Arabia, Finlandia

### En Finlandia
El diseño finlandés abarca ropa, diseño de ingeniería, muebles, vidrio, iluminación, textiles y productos para el hogar. En 2011, se creó la marca Design from Finland para abarcar todo el diseño finés. El Museo del Diseño de Helsinki (anteriormente llamado Museo de Arte y Diseño) tiene una colección fundada en 1873, mientras que la Universidad de Arte y Diseño de Helsinki, establecida en 1871, ahora forma parte de la Universidad Aalto.
Entre los diseñadores finlandeses destacados se encuentran Alvar Aalto (jarrones, muebles), Aino Aalto (cristalería), Kaj Franck (vidrio, vajilla), Klaus Haapaniemi (estampados de tela), Simo Heikkilä (muebles), Kristina Isola (textiles), Maija Isola (estampados Marimekko), Harri Koskinen (vidrio, artículos para el hogar), Mika Piirainen (ropa, accesorios), Timo Sarpaneva (vidrio, artículos para el hogar), Oiva Toikka (arte en vidrio), Tapio Wirkkala (arte en vidrio), Eero Aarnio (muebles de plástico), Sanna Annukka (serigrafías), Anu Penttinen (vidrio), Aino-Maija Metsola (textiles, artículos para el hogar) y Maija Louekari (vajilla, artículos para el hogar).

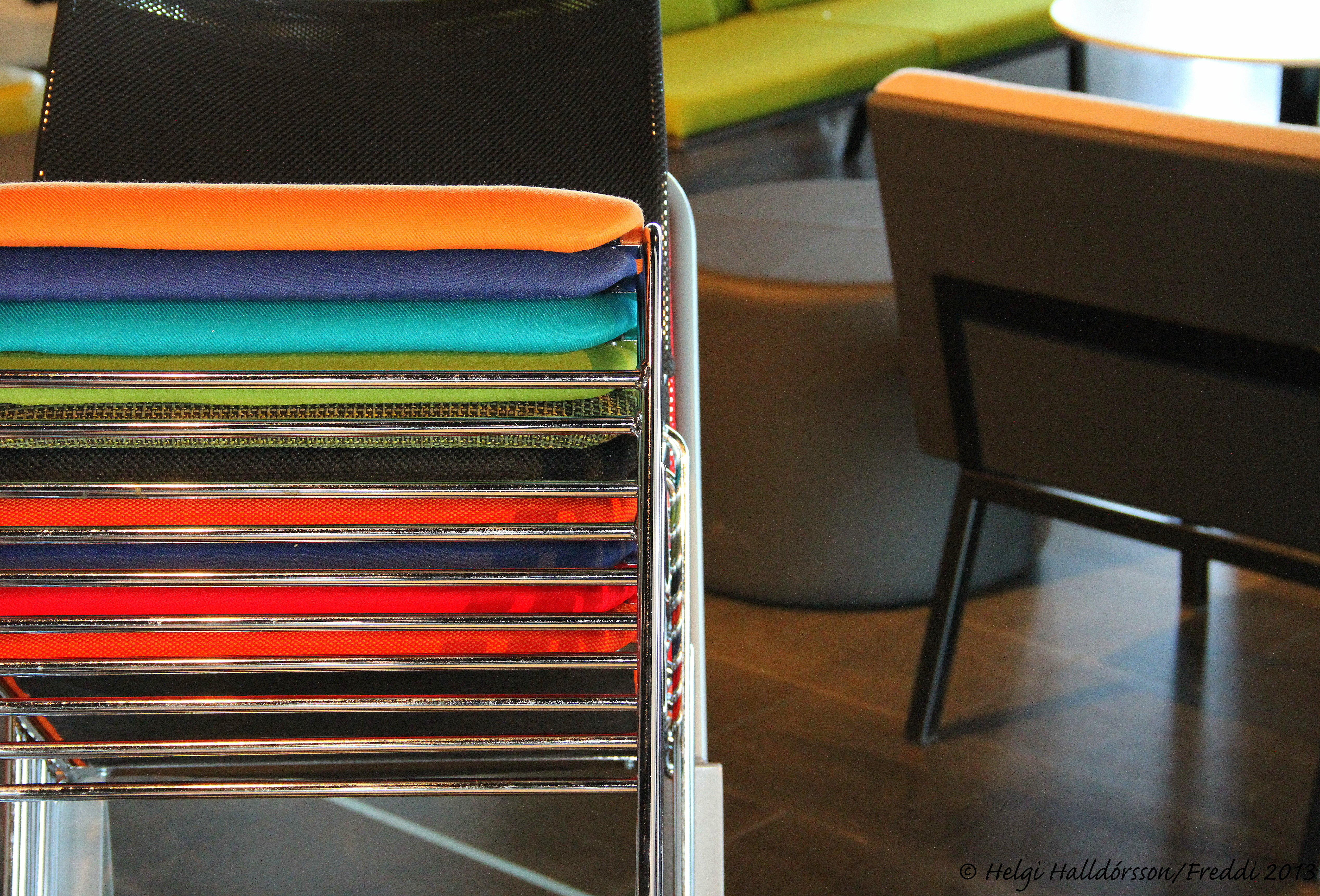
Sillas apilables, Islandia.

El diseño en Islandia es una tradición relativamente joven, que comenzó en la década de 1950 pero ahora crece rápidamente. Las limitadas opciones de fabricación del país y su elección limitada de materiales han obligado a los diseñadores a ser innovadores, aunque la lana sigue siendo un material básico, tanto de fieltro como de punto. En 1998 se inauguró el Museo de Diseño y Arte Aplicado de Islandia, con el objetivo de registrar el diseño islandés a partir de 1900. La Academia de las Artes de Islandia también se fundó en 1998, seguida por su Facultad de Arquitectura y Diseño, que ha promovido un carácter distintivo islandés. en el diseño de la nación.

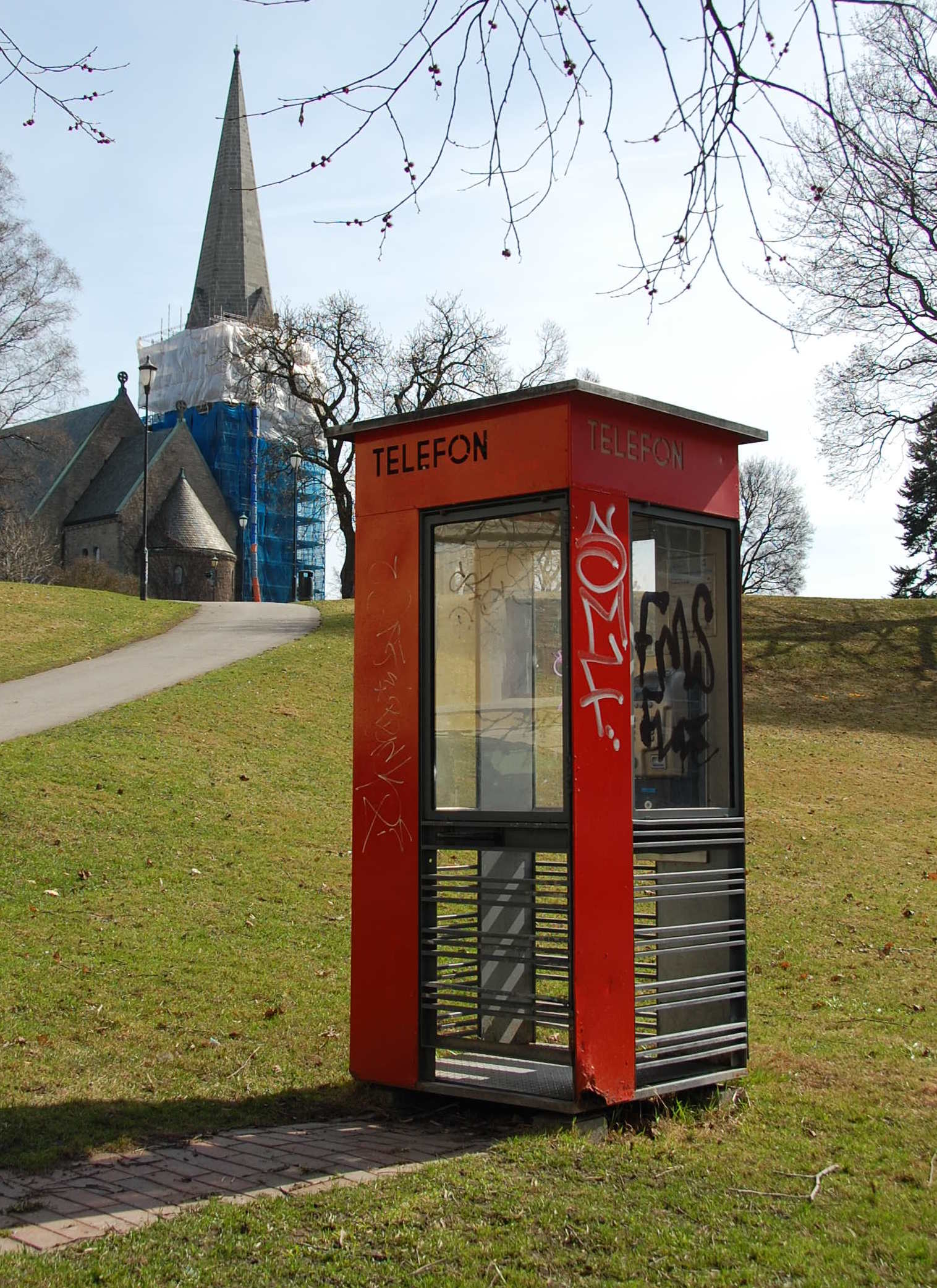
Quiosco telefónico de Georg Fredrik Fasting, Noruega

### En Noruega
El diseño noruego tiene una fuerte estética minimalista. Los artículos diseñados incluyen lámparas y muebles. Las cualidades enfatizadas incluyen durabilidad, belleza, funcionalidad, simplicidad y formas naturales.
El Centro Noruego de Diseño y Arquitectura, DogA, está ubicado en una antigua estación transformadora en Oslo. Noruega celebra una exposición anual de diseño llamada 100% Norway en la Feria de Diseño de Londres.
Entre los principales diseñadores de muebles noruegos se encuentran Hans Brattrud, Sven Ivar Dysthe, Olav Eldøy, Olav Haug, Fredrik A. Kayser e Ingmar Relling.

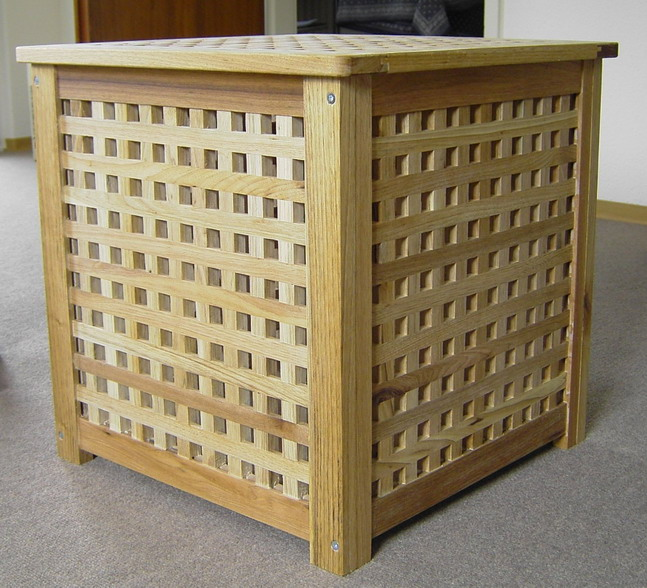
Mueble HOL, por IKEA, Suecia

### Suecia
El diseño sueco se considera minimalista, con énfasis en la funcionalidad y líneas simples y limpias. Esto se ha aplicado especialmente a los muebles. Suecia es conocida por la artesanía tradicional, incluida la artesanía sami y del vidrio. El diseño sueco fue promovido por Anders Beckman (gráficos), Bruno Mathsson (muebles), Märta Måås-Fjetterström y Astrid Sampe (textiles), y Sixten Sason (industrial). 
Las organizaciones que promueven el diseño en Suecia son Svensk Form, la sociedad sueca de artesanía y diseño, fundada en 1845; la Fundación Sueca de Diseño Industrial, conocida como SVID; el Consejo de las Artes de Suecia; y el Centro Sueco de Arquitectura y Diseño (conocido como ArkDes) en la isla de Skeppsholmen en Estocolmo, al lado del Moderna Museet, el museo de arte moderno.

### Libros
- Bolander, Lars; MacIssac, Heather (2010). Lars Bolander's Scandinavian Design. Harry N Abrams.
- Ehmann, Sven (2016). Scandinavia dreaming : Nordic homes, interiors and design. Berlin: Gestalten.
- Englund, Magnus; Schmidt, Chrystina; Wood, Andrew (2007). Scandinavian Modern. Ryland Peters & Small.
- Fallan, Kjetil (2012). Scandinavian Design: Alternative Histories. Berg.
- Fiell, Charlotte J; Fiell, Peter (2005). Scandinavian Design. Taschen.
- Gura, Judith (2012). Sourcebook of Scandinavian Furniture, Designs for the 21st Century. Norton.
- Hard af Segerstad, Ulf (1961). Scandinavian Design (Nordisk Nyttokonst). Nordisk Rotogravyr.
- Halén, Widar; Wickman, Kerstin (2003). Scandinavian Design Beyond the Myth. Arvinius.
- Nelson, Katherine E; Cabra, Raul (2004). New Scandinavian Design. Chronicle Books.
- Oriol, Anja Llorella (2005).  Asensio, Paco, ed. New Scandinavian Design. teNeues.
- Sommar, Ingrid (2005). Scandinavian Style. Carlton.
- Wickman, Kerstin (1996). Scandinavian Design: the dream is still alive. Swedish Information Service.
- Zahle, Erik (1961). A Treasury of Scandinavian Design. Golden Press.

- Datos: Q1793969
- Multimedia: Scandinavian design / Q1793969